# Isabella Piccini

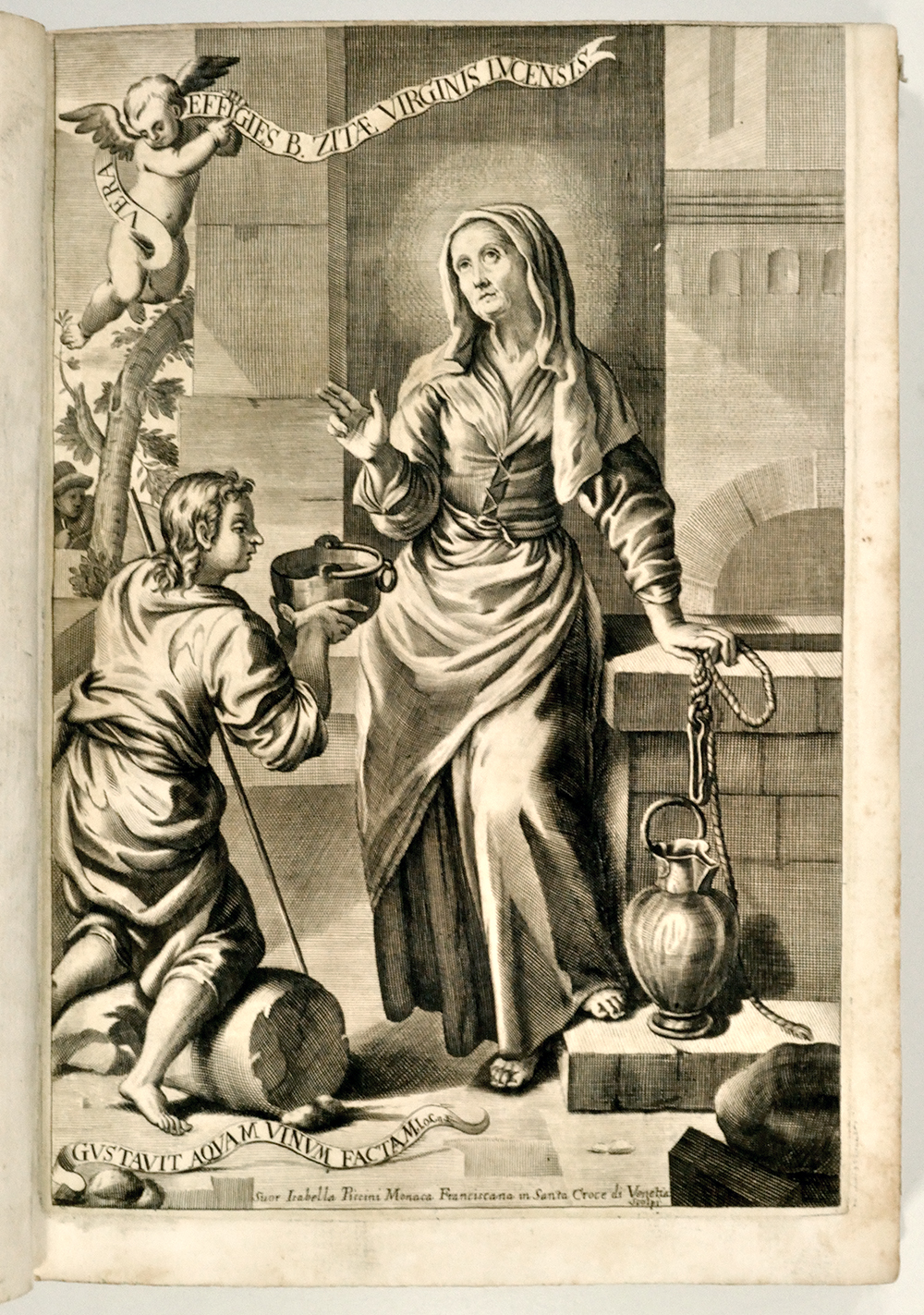
Frontispiz der Vita beatae Zitae virginis Lucensis, Ferrara 1688, unten: „Suor Isabella Piccini Monaca in Santa Croce di Venetia“

Isabella Piccini, auch Suor Isabella, geboren als Elisabetta (* 1644 in Venedig; † 29. April 1734 ebenda) war eine Nonne und eine in Italien und darüber hinaus berühmte Kupferstecherin.

## Leben

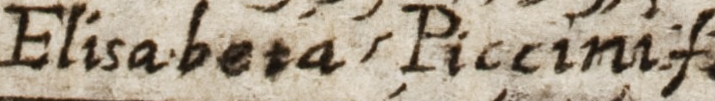
Anfangs signierte Piccini noch mit „Elisabeta Piccini“, hier im Jahr 1663.

Sie wurde wohl 1644 – in einem Brief an Giovanni Antonio Remondini vom 7. November 1724 schreibt sie, sie sei 80 Jahre alt, dazu wurde bei ihrem Tod festgestellt, sie sei 90 – in eine Kupferstecherfamilie geboren und als Elisabetta getauft. Elisabetta lernte zunächst bei ihrem Vater Jacopo sowie bei den Onkeln Guglielmo und Gaetano. Als ihr Vater 1660 starb, erhielt sie trotz ihrer Jugend am 1. Dezember desselben Jahres die Erlaubnis, das Handwerk gemeinsam mit ihrem Bruder Pietro fortzuführen. Schon 1663 hatte sie sich selbstständig gemacht.
1666, im Alter von 22 Jahren, trat sie dem Klarissenorden bei und lebte von da an im Kloster Santa Croce. Dort erhielt sie den Namen Suor Isabella. In einer für sie eingerichteten Werkstatt arbeitete sie weiterhin an ihren Kunstwerken. Erst in ihren letzten Jahren wurde sie von Suor Angela Baroni unterstützt, die sich vor allem auf kalligraphische Arbeiten konzentrierte.

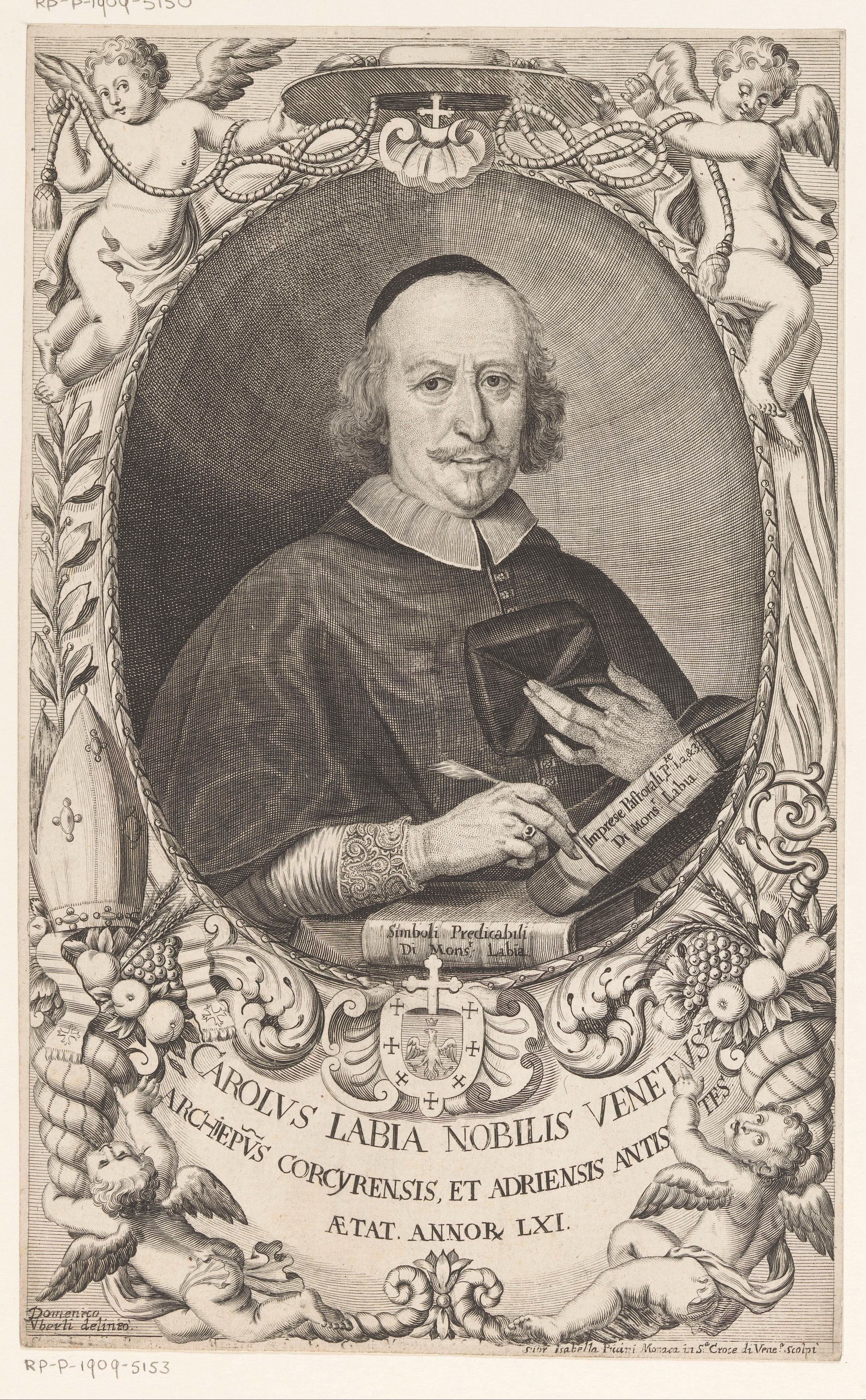
Porträt von Carlo Labia, der unter anderem Bischof von Korfu war, aus Simboli predicabili estratti da sacri Evangeli che corrono nella quadragesima, Barbieri, Ferrara 1688

Als sie noch mit ihrem Bruder zusammenarbeitete, firmierten die Geschwister unter dem Namen Fillj q.m Jac. Pi oder als Li Figlioli del P. f., um die Fortsetzung der väterlichen Werkstatt durch dessen Kinder und Nachfolger zu signalisieren. Doch signierte seine Tochter auch unter dem Namen Elisabeta Piccini im Werk De dominio maris libri duo von 1663 des Klerikers und Historikers Giovanni Palazzi. Ab 1666 signierte sie ausschließlich mit Suor Isabella oder Suor Isabella Piccini, gelegentlich mit der Ergänzung Monaca francescana in Santa Croce di Venezia oder der Abkürzung S.I.P.F.
Mit ihrem Bruder arbeitete sie vorrangig an Libretti für die Oper, ab 1666 konzentrierte sie sich im Kloster auf religiöse und moralische Werke, dann Allegorien, biblisch inspirierte Werke und Heiligenleben. Bei den Porträts standen zudem die Autoren, Herausgeber und die Empfänger der Widmungen im Vordergrund, wie es in dieser Zeit üblich war.
Inspiriert wurde sie zunächst von dem Maler Antonio Zanchi, der schon mit ihrem Vater zusammengearbeitet hatte, wie sich an den Disputationes theologicae in primam partem diui Thomae von Pedro de Godoy, gedruckt 1686 in Venedig bei Gian Giacomo Hertz zeigen lässt. Doch auch mit weniger bekannten Autoren arbeitete sie zusammen, wie etwa dem Flamen Valentin Lefebvre (1637–1677), mit Francesco Fulvio Frugoni und Ludovico David (1648 – nach 1709) oder Nicolò Cassana und Giovanni Antonio Fumiani.

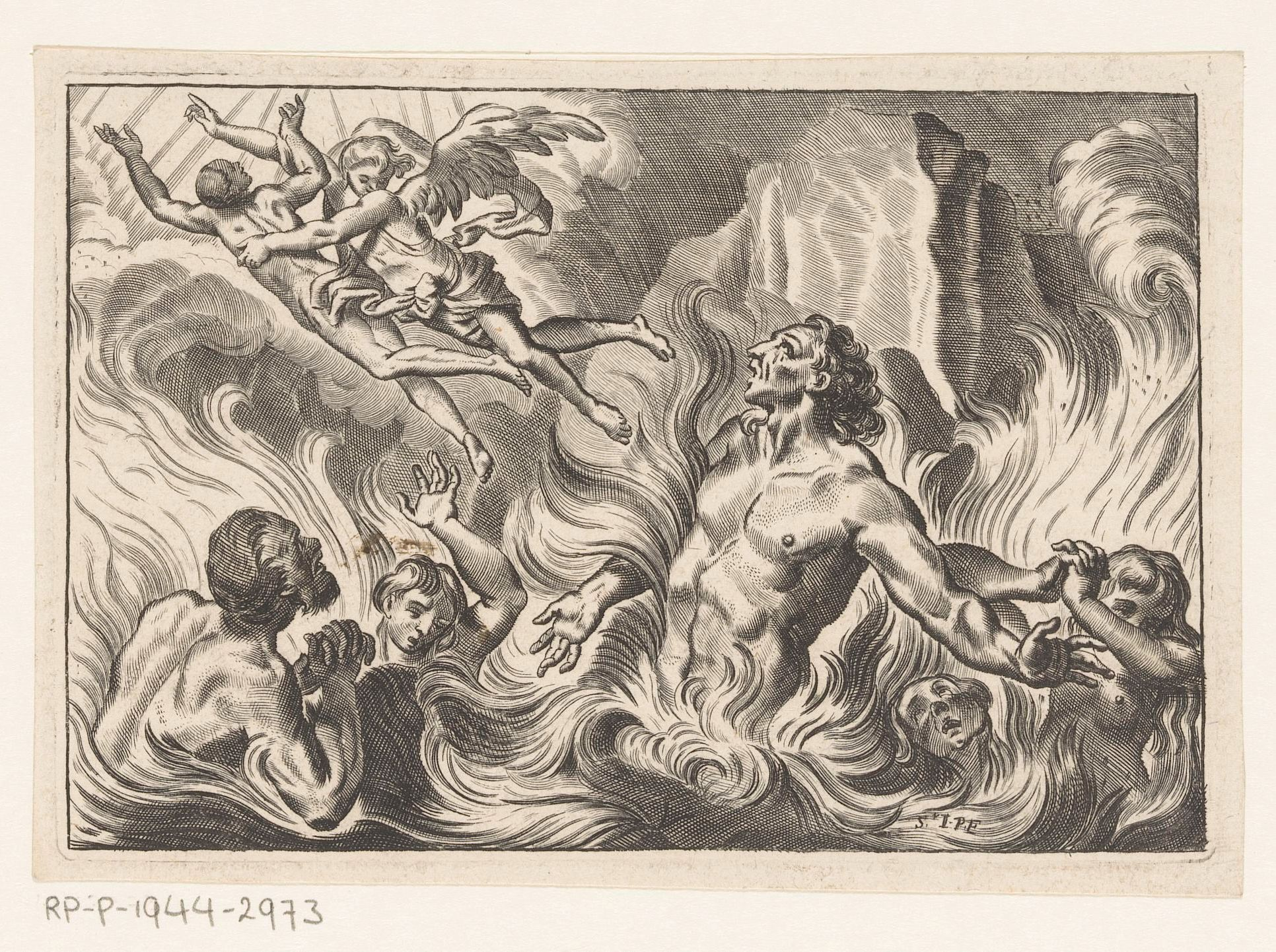
Rettung einer Seele aus dem Fegefeuer, o. J., 9,5 mal 13,9 cm, Rijksmuseum Amsterdam

Piccini erhielt schließlich auch Aufträge aus anderen Städten, zunächst den wichtigsten Verlagsorten Venetiens, nämlich Padua (Tipografia del Seminario), Verona, Vicenza, Bassano oder Brescia (Gromi), bald aber auch aus Rom, Florenz, Ferrara und Lucca. Obwohl sie als Nonne nicht ohne weiteres reisen konnte, gelang es ihr, zahlreiche Auftraggeber zu gewinnen. Vor allem mit dem Verleger aus Brescia, Giovanni Antonio Remondini, unterhielt sie eine umfangreiche Korrespondenz, die zugleich die wichtigste Quelle für ihr Leben darstellt. Seine Veröffentlichungen machten die Kupferstecherin in weiten Teilen Europas bekannt.
Die Nonne und Unternehmerin – die praktisch alle Arbeiten allein ausführte – übereignete ihrem Konvent jedes Jahr 200 Dukaten, um sich von den Ordensverpflichtungen freizuhalten. Für ihre Schwester Franceschina war sie in der Lage, die Ausstattung in Höhe von 300 Dukaten aufzubringen, als auch diese 1673 in den Orden eintrat. Allerdings löste Franceschina diese Selbstverpflichtung 1684 auf, um heiraten zu können. Als Franceschina 1709 starb, vermachte sie ihr Vermögen Isabella. Diese wurde 1718 Vikarin des Konvents, doch erleichtert gab sie diese Aufgabe 1724 wieder ab.